# Кирилівський лісопарк
Кири́лівський Гай — парк у Подільському районі Києва розташований між Кирилівською горою (на півночі), вул. Герцена (на південному заході), Врубелівським узвозом (на сході), дамбою (на заході). Загальна площа паркової зони — 11,65 га. Парк-пам'ятка садово-паркового мистецтва місцевого значення з 1972 року.

## Опис
Парк являє собою залишки природного рельєфу та рослинності (широколистяний ліс) у верхів'ї Кирилівського струмка. В ньому переважають липа, дуб, береза, осика та в'яз. Підлісок тут утворюють ліщина, бруслини бородавчаста та європейська, глід та інші. В трав'яному покриві зберігся реліктовий вид — хвощ великий. Подекуди трапляються старі дерева дуба віком близько 200 років.

## Історія
На території гаю розміщувалось Кирилівське кладовище. Залишки якого розкидані по серед парку у вигляді склепу Качковських і декількох надгробних плит.

## Галерея

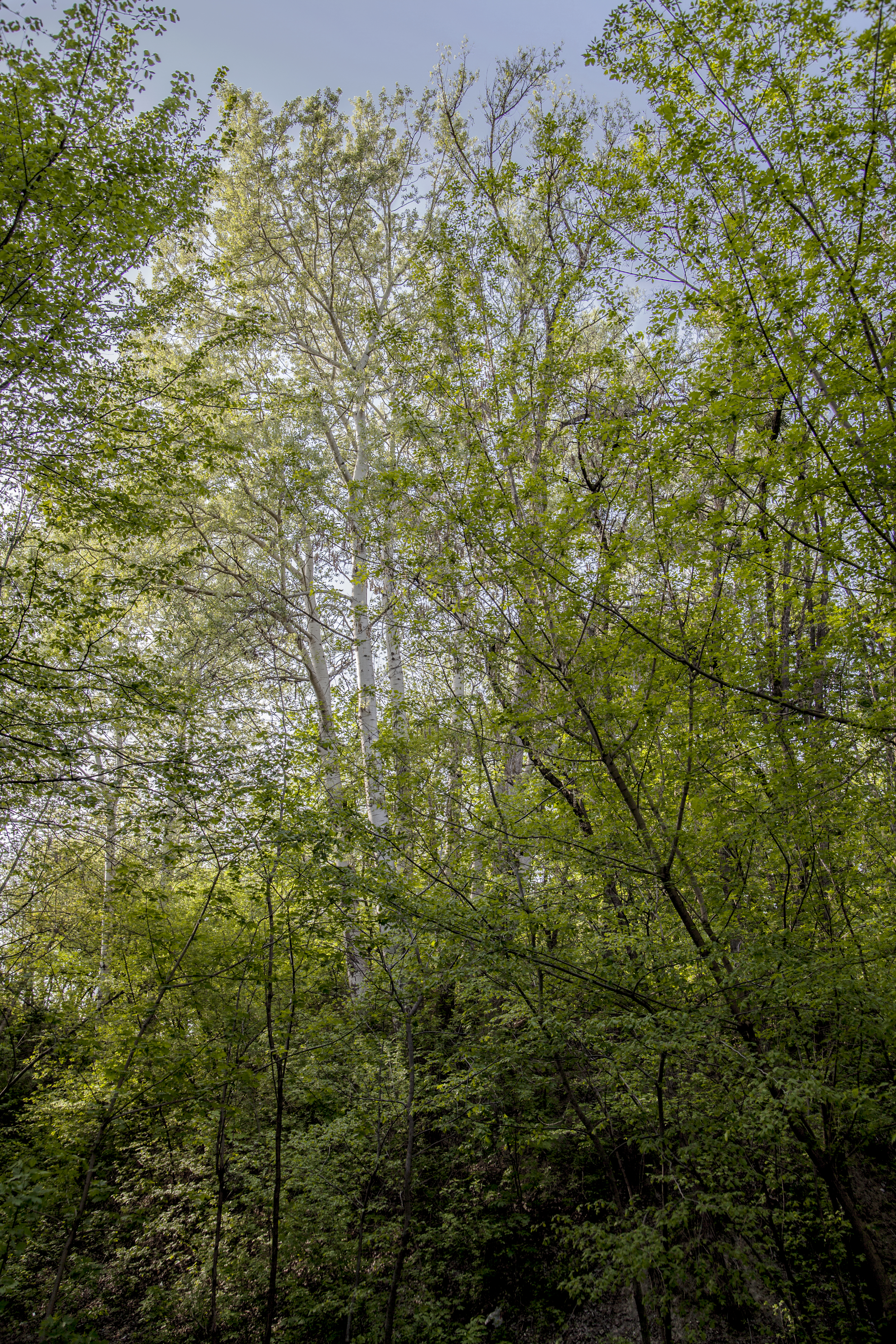
2 травня 2013 року
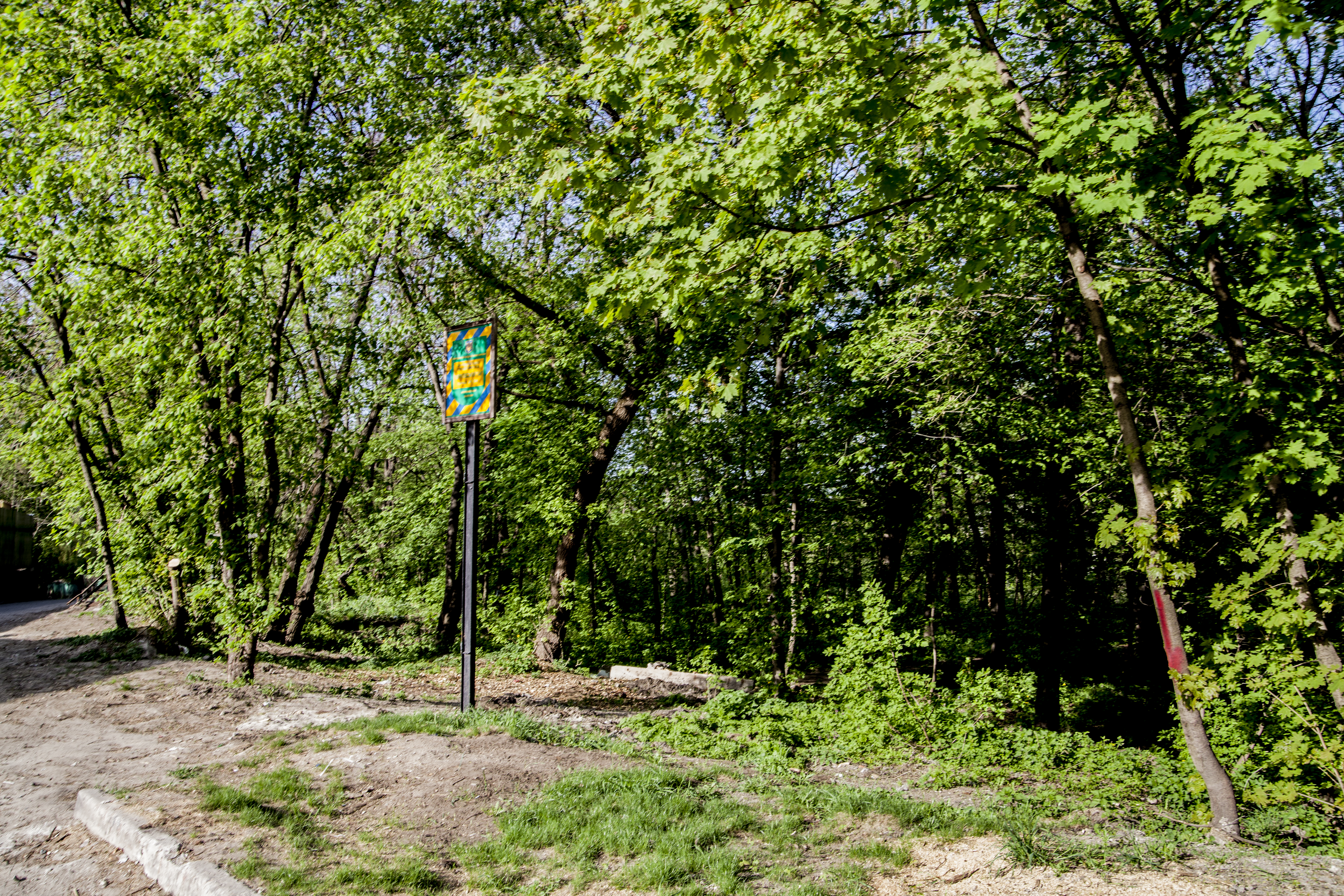
2 травня 2013 року
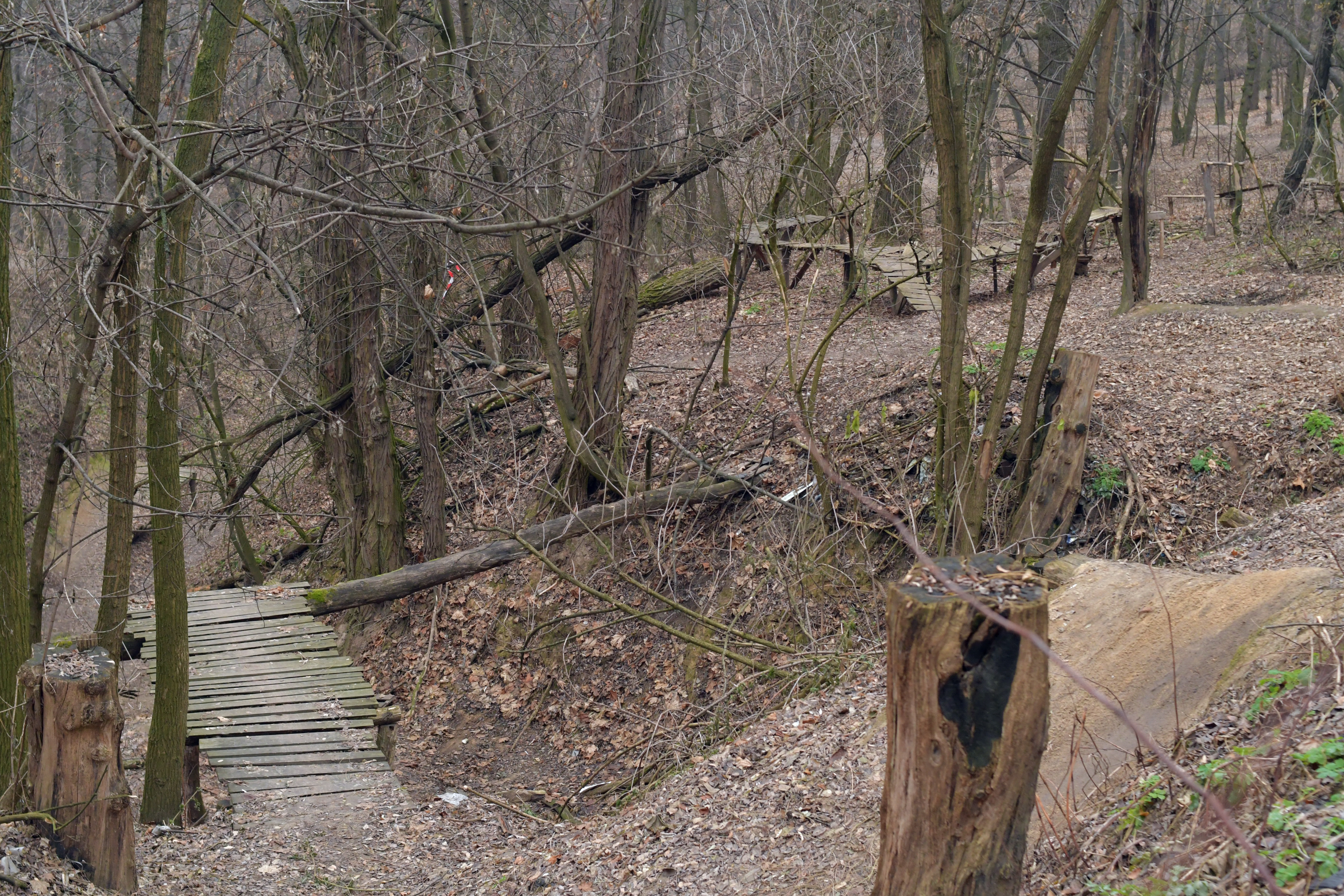
14 грудня 2019 року
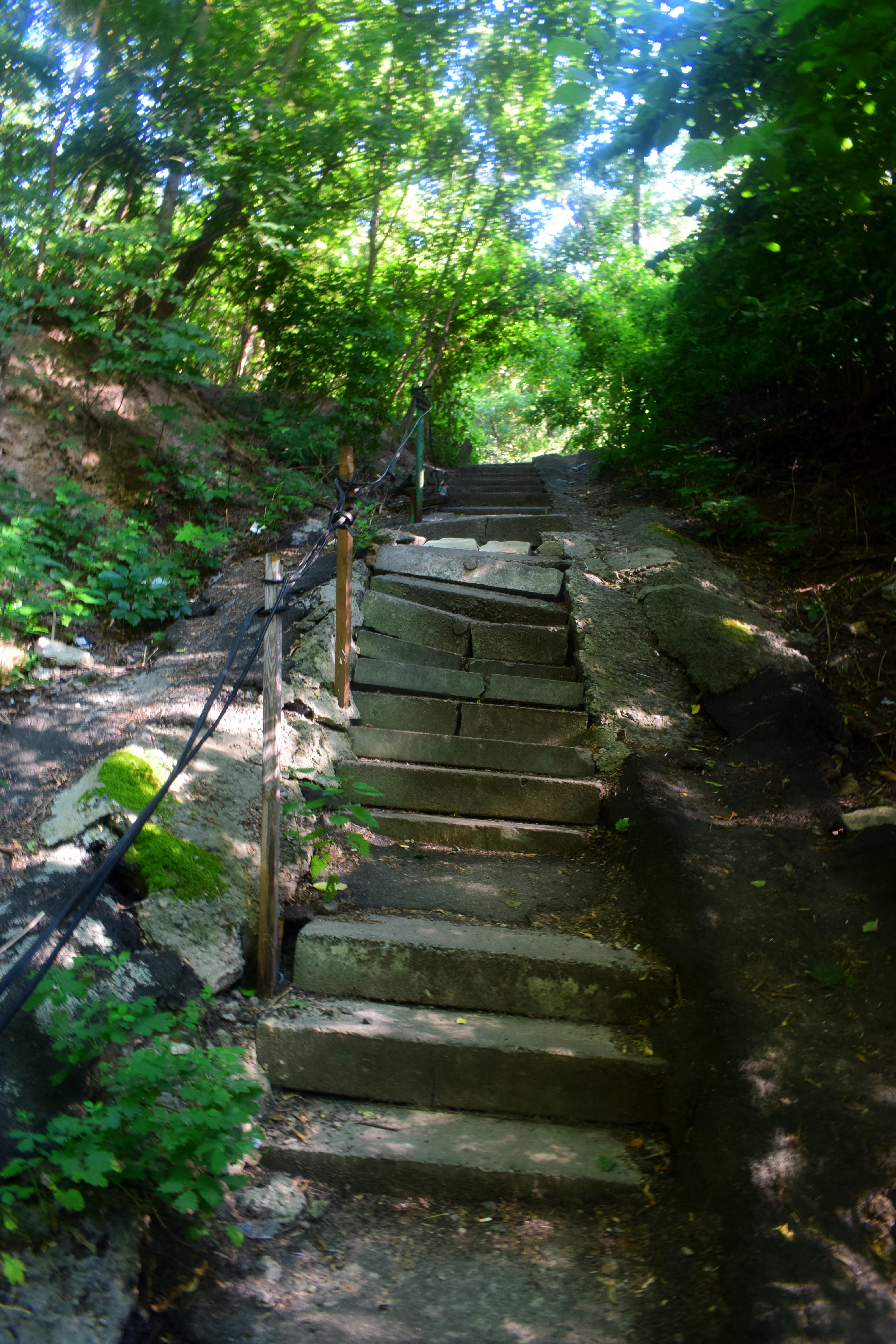
11 липня 2020 року
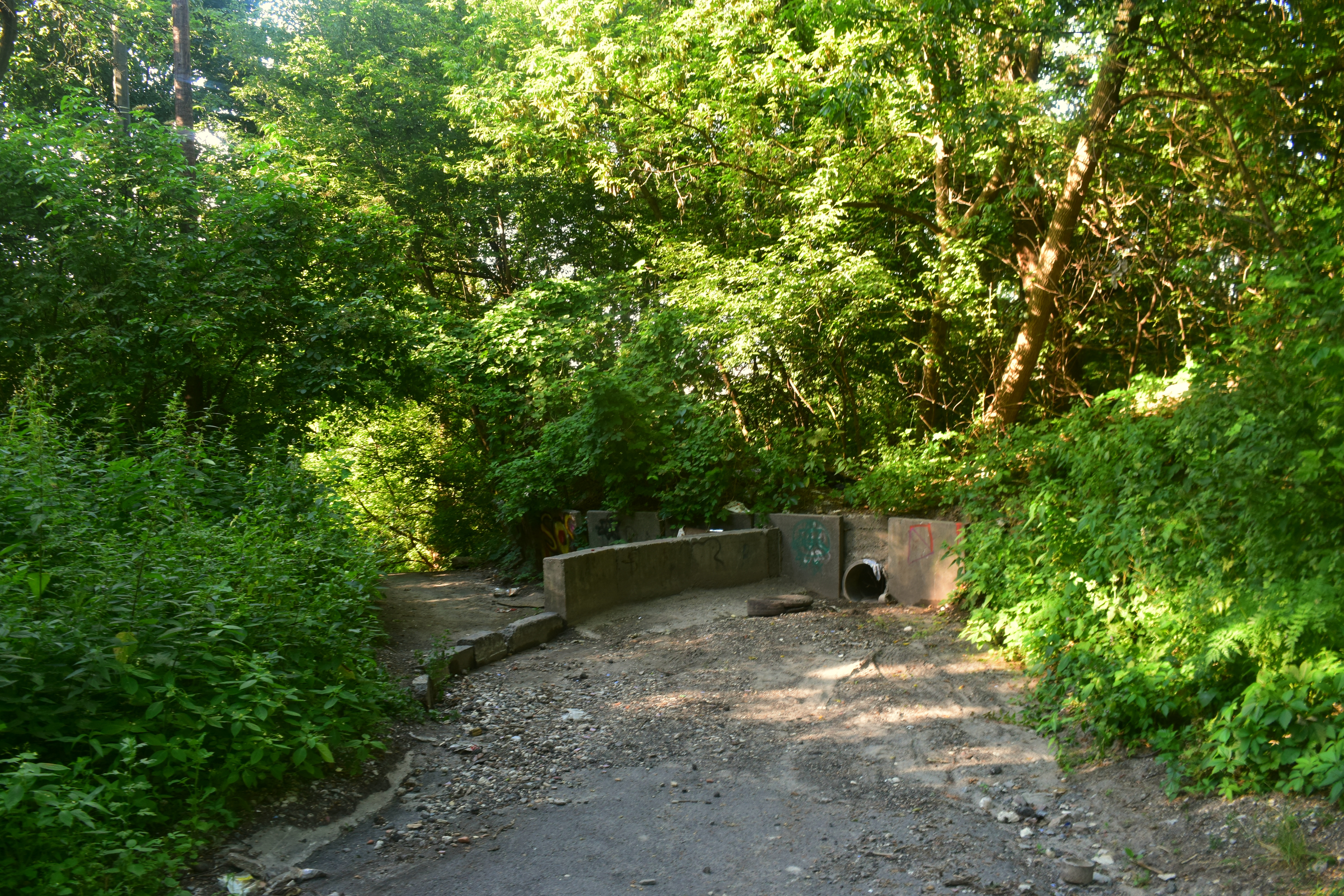
11 липня 2020 року
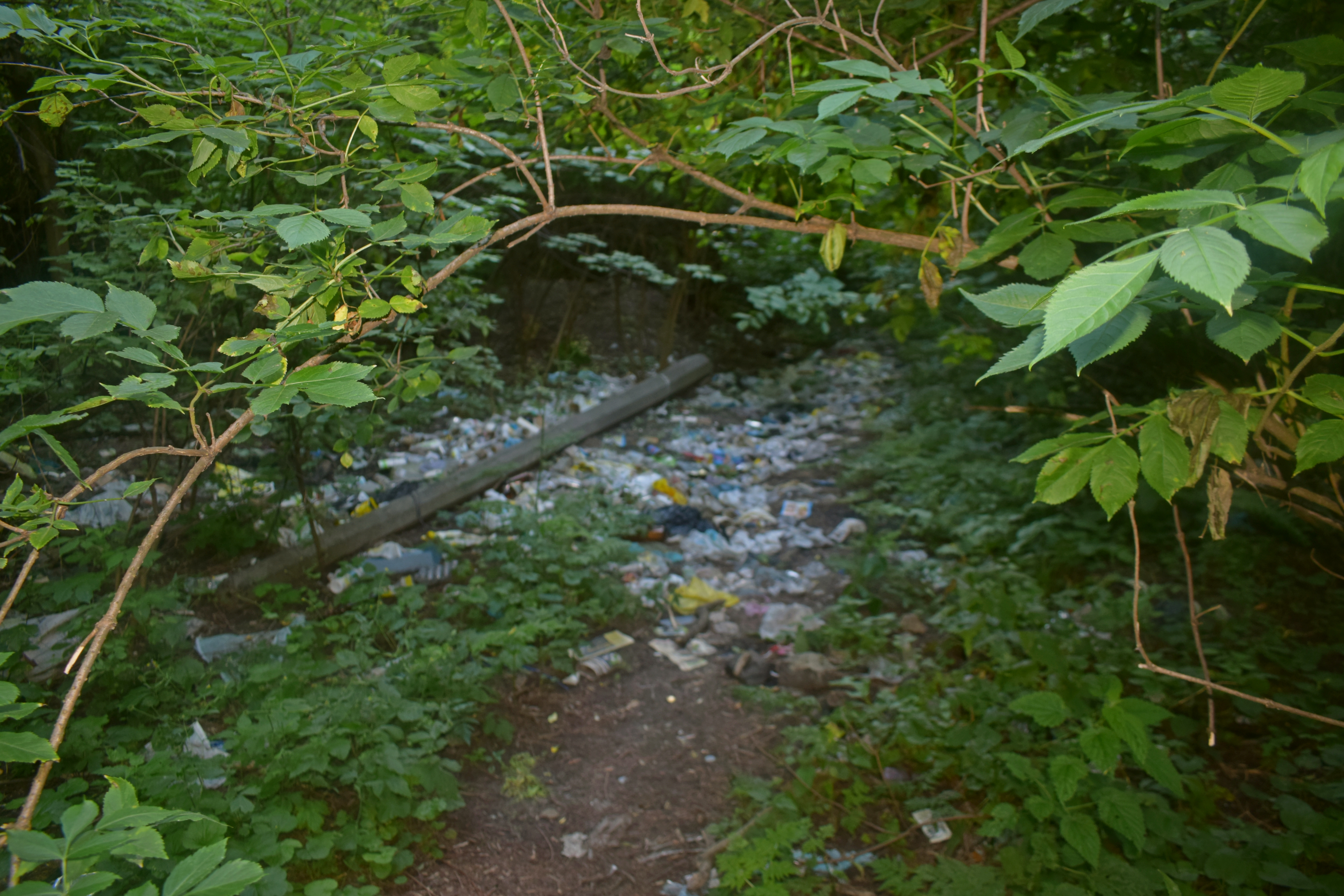
11 липня 2020 року
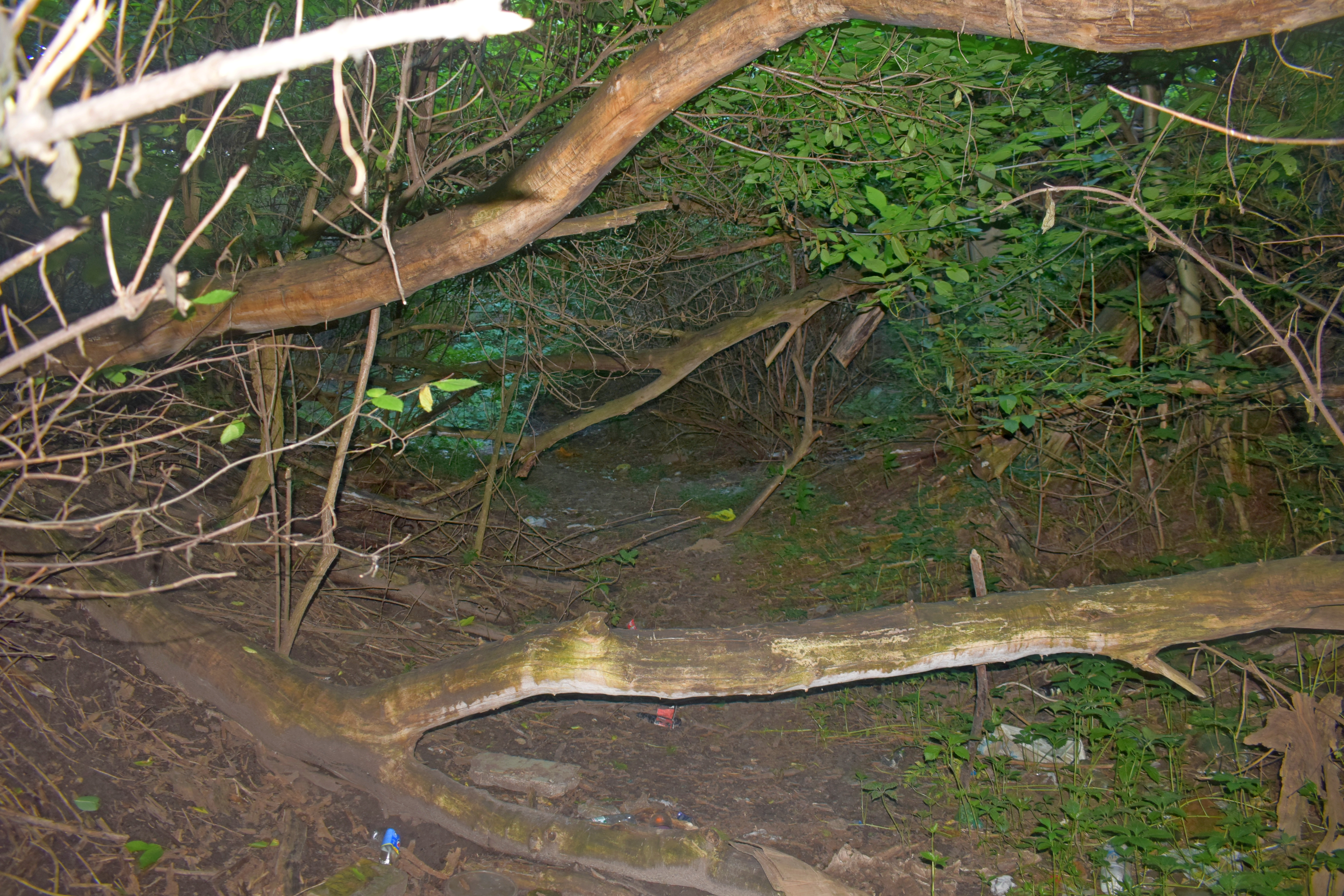
11 липня 2020 року
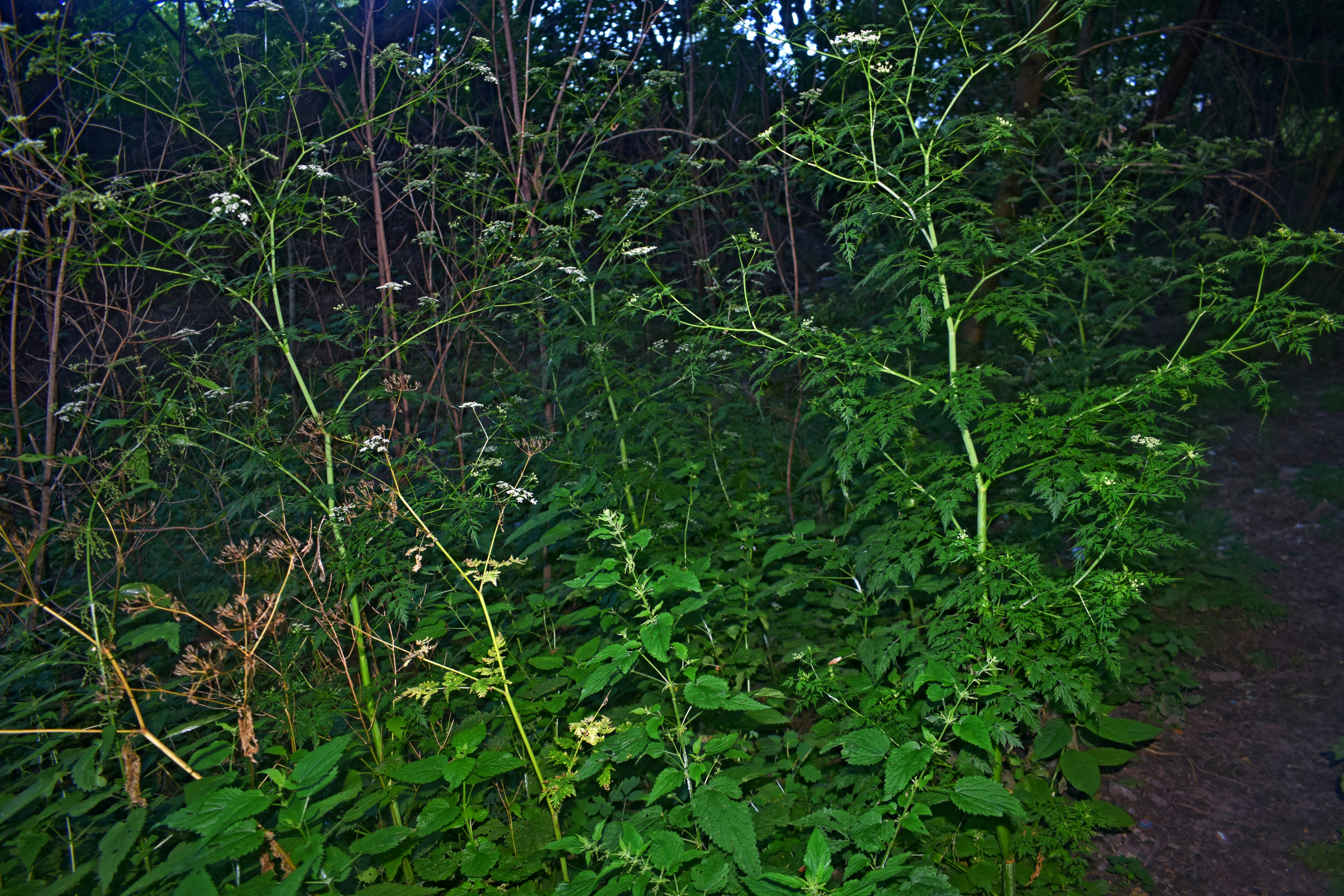
11 липня 2020 року
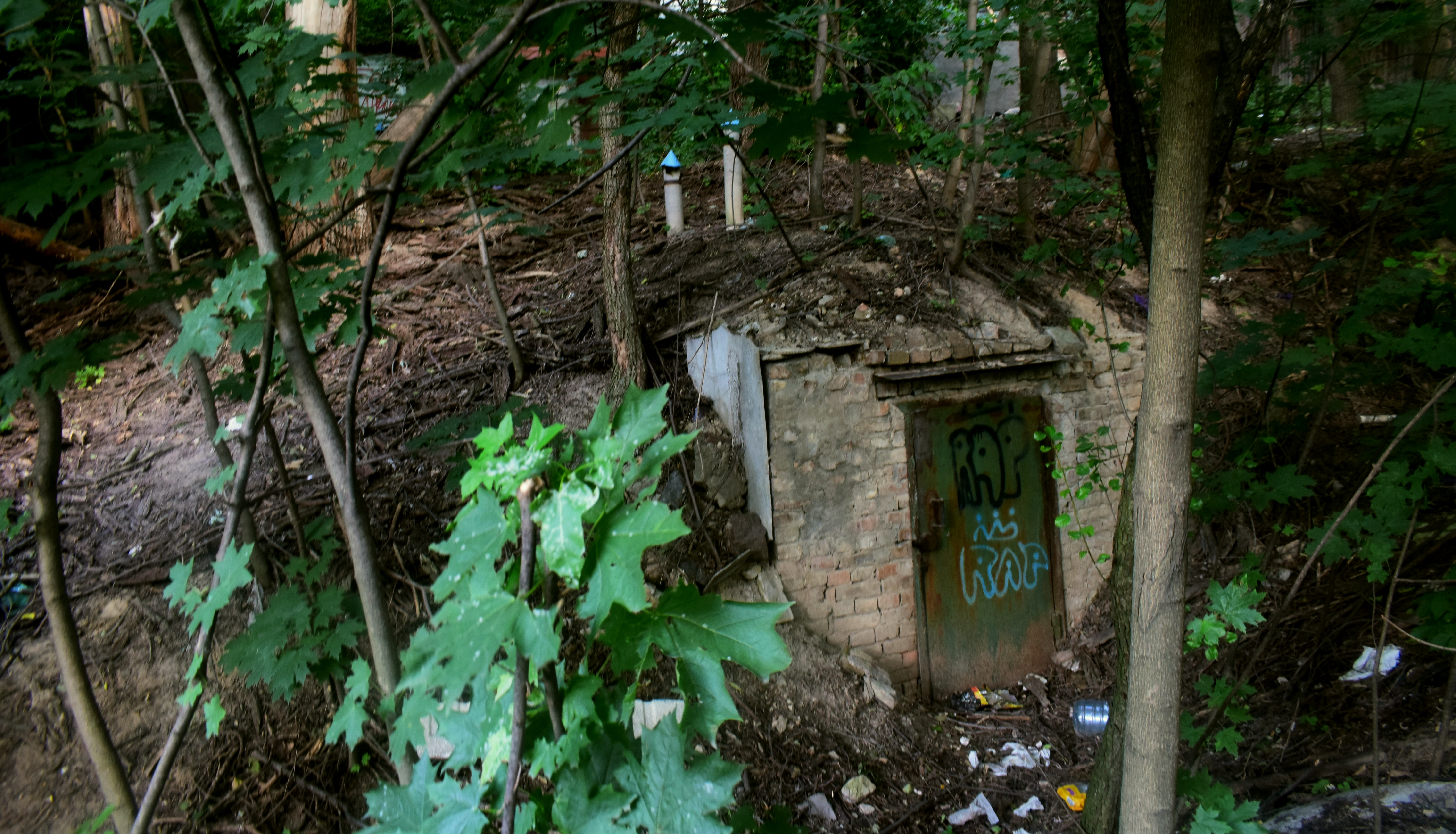
11 липня 2020 року
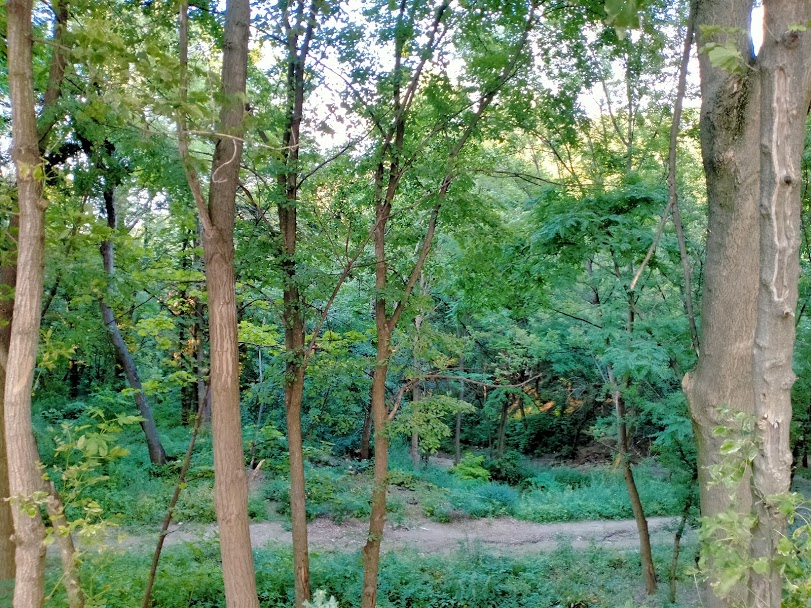
21 липня 2020 року